# Dorothee Colberg-Tjadens
Dorothee Colberg-Tjadens (* 13. Mai 1922 in Berlin; † 22. November 2004 in Bremen) war eine deutsche  Keramikerin, Hochschullehrerin und Politikerin (SPD).

## Biografie
Dorothee Tjadens machte 1940 ihr Abitur. Von 1940 bis 1942 absolvierte sie eine Töpferlehre bei Helene Wenck-Birgfeld. Von 1942 bis 1944 studierte sie Keram-Chemie bei Berdel an der Staatlichen Werkschule für Keramik in der Keramikstadt Höhr-Grenzhausen in Rheinland-Pfalz. Nach ihrer Heirat mit dem Bremer Bildhauer Günther Colberg nannte sie sich Colberg-Tjadens. Von 1947 bis 1951 hatte sie in Höhr-Grenzhausen eine eigene Werkstatt. 1948 legte sie die Meisterprüfung ab.
1951 gründete sie an der Staatlichen Kunstschule in Bremen eine Keramikwerkstatt. Sie war von 1951 bis 1986 Dozentin für Keramik bzw. Professorin an der Hochschule für Künste in Bremen. 1959 gründete sie zudem die Arbeitsgemeinschaft Kunsthandwerk in Bremen.
 1987 wurde sie als erstes Neumitglied in die 1983 von Bruno und Ingeborg Asshoff, Elly und Wilhelm Kuch u. a. gegründete "Gruppe 83" aufgenommen.
Dorothee Colberg-Tjadens künstlerische Arbeit ist vor allem durch scheibengetöpferte Unikat-Gefäße, die sie später auch verformte, modellierte oder gänzlich frei baute, geprägt. Außergewöhnliche handwerkliche Präzision und eine filigrane Ausgestaltung zeichnen ihre Arbeiten aus. Zunächst arbeitete sie vornehmlich mit rotem Ton, wichtige Impulse erfuhr ihr Schaffen durch die intensive Beschäftigung mit Porzellan als Werkstoff in den 1980er Jahren.
Ein weiterer Schwerpunkt ihrer Arbeit was das experimentelle Arbeiten mit Glasuren.
Politisch war sie engagiert tätig. Sie war Mitglied der SPD, war für die reale Gleichstellung der Frau in der Gesellschaft und wirkte in der Friedensbewegung. Viele Jahre war sie in der SPD Bremen Vorsitzende des SPD-Ortsvereins Schwachhausen Süd-Ost. Sie gehörte auch dem SPD-Landesvorstand an und nahm andere politische Aufgaben wahr.
Nach einem Schlaganfall in den 1990er Jahren reduzierte sie ihre politische und künstlerische Tätigkeit. Sie wurde auf dem Riensberger Friedhof (Grablage Z 255) beerdigt.